# Danaher
La Danaher Corporation è un grande gruppo industriale multinazionale con sede nella città di Washington D.C. (Stati Uniti).
È attiva nella progettazione e sviluppo, nella produzione e nel marketing di prodotti industriali e di prodotti di consumo concentrati prevalentemente in quattro settori: strumentazione professionale, tecnologie in campo medicale, tecnologie industriali, strumentazione e componenti.

## Storia
La società è stata organizzata nel 1969 come Massachusetts fondo di investimento immobiliare con il suo precedente nome DMG, Inc. Nel 1978, DMG, Inc. è stata riorganizzata come società della Florida e ha cambiato il suo nome in Diversified Mortgage Investors , Inc. Alla fine, la società ha adottato il nome Danaher nel 1984 ed è stata reincorporata in una società del Delaware.  Nel giugno 1986, Danaher ha acquistato Chicago Pneumatic (CP), che si era fusa nel luglio 1984 con una consociata, The Jacobs Manufacturing Co. (Jacobs), e che aveva acquistato Matco Tools Corp. (MTC) nell'aprile 1981.
Entro due anni dalla fondazione di Danaher Corp. nel 1984, il gruppo ha acquisito 12 società come parte di una strategia per entrare nel business manifatturiero. Pertanto, nel 1986 Danaher ha aggiunto Qualitrol alla sua unità di strumentazione. L'unità comprendeva anche i sensori di stoccaggio sotterraneo del carburante di Gilbarco Veeder-Root, i sensori di movimento di Dynapar e gli strumenti di misura della pressione e della temperatura di Qualitrol, utilizzati nell'industria dei trasformatori elettrici.
Danaher nel giugno 1987 ha venduto CP pur mantenendo Jacobs, compresa la sua divisione Matco Tools. Il nome di Jacobs è stato cambiato in Matco Tools Corp. nel novembre 1991 e le altre divisioni all'interno di Jacobs sono state stabilite come società operative separate. Nel gennaio 1993, Danaher ha formato NMTC, Inc., che ha acquisito una parte sostanziale delle attività di MTC, inclusi gli accordi di distribuzione esistenti di MTC.

### Presente
Nel luglio 2014, Siemens vende la sua attività di microbiologia a Danaher per un importo sconosciuto .
A settembre 2014, Danaher acquisisce le attività di Nobel Biocare, specializzata in impianti dentali, per 2,2 miliardi di dollari.
Nel maggio 2015, Danaher annuncia l'acquisizione di Pall Corp, un produttore di filtri idraulici e filtri aria, per 13,8 miliardi di dollari. Danaher annuncia anche la sua intenzione di dividersi in due:
- Una prima entità manterrà il nome Danaher, specializzata in attività di diagnostica, analisi, medicina, odontoiatria e identificazione della qualità dell'acqua.
- La seconda entità avrà un nuovo nome e sarà una struttura diversificata intorno a strumenti IT, telecomunicazioni, automazione, stoccaggio del petrolio e misurazione[7].

Nel luglio 2016 questa scissione è stata registrata, la nuova entità ha preso il nome di Fortive.
A settembre 2016 Danaher annuncia l'acquisizione da 4 miliardi di dollari, debito compreso, di Cepheid, una società di diagnostica genetica e su scala molecolare.
Nel febbraio 2019 General Electric annuncia la vendita delle sue apparecchiature biotecnologiche dedicate per 21,4 miliardi di dollari a Danaher.

## Divisioni

### Test & Measurement
- Amprobe
- Arbor Networks
- Fluke
  - Comark
  - Datapaq
  - DH Instruments
  - Hart Scientific
  - Ircom
  - Raytek
  - Visual Network Systems Ltd
  - Infrared Integrated Systems ltd (Irisys)
- Fluke Networks
- Keithley Instruments
- Tektronix
- Tektronix Communications

### Environmental
- ChemTreat
- Gilbarco Veeder-Root
  - Gasboy
  - Red Jacket
  - Veeder-Root
- Hach
  - Environmental Test Systems
  - GLI
  - HACH LANGE
  - HIAC
  - Polymetron
  - Hydrolab
  - Lachat Instruments
  - Marsh-McBirney
  - MET ONE
  - Orbisphere
  - Radiometer Analytical
- Trojan Technologies

### Dental
- Alpha-Bio Tec
- DEXIS
- Gendex
- Kerr
- Nobel Biocare
- Ormco
- Pelton & Crane
- PaloDEx
  - Instrumentarium Dental
  - Soredex
- Total Care

### Life Sciences & Diagnostics
- AB Sciex
- Beckman Coulter
- Leica Microsystems
- Molecular Devices
- Radiometer

### Industrial Technologies
- Danaher Motion
  - Dover
  - Kollmorgen
    - Calzoni

  - Portescap
  - Thomson
- Danaher Specialty Products
- Linx Printing Technologies
- Qualitrol
- Videojet
- X-Rite
- Apex Tool Group (50%)
- ALLTEC
- Anderson Negele
  - Anderson Instrument
  - Negele Messtechnik
- Armstrong Tools
- Dolan Jenner
- Dynapar
  - Northstar
  - Harowe
- Hengstler
- ELE
- Gems Sensors & Controls
- G&L Motion Control, Inc
- Hengstler
- Hennessy Industries
- Imaging Sciences International
- Invetech
- Jacobs Vehicle Systems
- Matco Tools
- McCrometer
- Qualitrol
  - Iris Power
  - Neoptix
- Robin Electronics
- Setra Systems
- Sonix
- SybronEndo
- Venture Measurement
  - Bindicator
  - Kistler-Morse
  - Levelite
  - Niagara Meters
- West Control Solutions
  - CAL Controls
  - Partlow
  - PMA
  - West Instruments